# Jean Guérin (donné)
Jean Guérin (?-1662?) est un donné à l'origine de quelques toponymes au Québec.
Entre 1640 et 1650, on compte 33 donnés en Nouvelle-France. Les donnés offraient leur collaboration aux Jésuites en mission d'évangélisation auprès des Amérindiens, sans toutefois prononcer leurs vœux. En échange, ils étaient nourris et logés et recevaient un soutien en cas de maladie.
Jean Guérin arrive durant l'été 1640. Il est accueilli par Jérôme Lalemant qui l'accepte dans les rangs des donnés. Il se signale rapidement par sa piété et sa fidélité. Il se rend d'abord auprès des Hurons à la mission Sainte Marie dans la Baie Georgienne qu'il devra quitter en 1649, devant les attaques répétées des Iroquois. Durant plus de vingt ans, il accompagne les Jésuites auprès des Iroquois, des Hurons, des Abénakis et des Algonquins. Il assiste plus particulièrement le père René Ménard auprès des indiens Cayugas et Onondagas dans l'État de New York, jusqu'à la disparition du père Ménard en 1661 où il aurait été tué par les Sioux, hypothèse appuyée par les objets personnels lui ayant appartenu retrouvés dans la tribu quelques années plus tard. 
Jean Guérin meurt en 1662, victime d'un coup de feu accidentel.
En hommage à sa réputation, la municipalité de Saint-Henri de Bellechasse a donné son nom à un ruisseau, un barrage sur la rivière Etchemin et un chemin. Une croix et une plaque sont érigées en son honneur sur le chemin Jean-Guérin.

## Sources
- Jean Côté, « L’Institution des donnés », Revue d'histoire de l'Amérique française, vol. 15, no 3,‎ 1961, p. 344–378 (ISSN 0035-2357 et 1492-1383, DOI https://doi.org/10.7202/302134ar, lire en ligne, consulté le 20 décembre 2019).
- Pierre Valfray, Arrêt de la Cour de parlement qui donne acte au procureur général du roi, qu'il ne prétend rien pour Sa Majesté dans la propriété des terreins et bastimens appartenans aux ci-devant soi-disans Jésuites, rue Saint-Jacques, rue Saint-Antoine, rue du Pot-de-Fer, à Gentilly, à Mont-Louis et à Mont-Rouge. Des 14 et 18 janvier 1763, France, 1763, 34 p., p. 28.